# Cá chết hàng loạt ở Việt Nam năm 2016
Cá chết hàng loạt ở Việt Nam 2016 hay còn gọi là Sự cố Formosa đề cập đến hiện tượng cá chết hàng loạt tại vùng biển Vũng Áng (Hà Tĩnh) bắt đầu từ ngày 6 tháng 4 năm 2016 và sau đó lan ra vùng biển Quảng Bình, Quảng Trị, Thừa Thiên Huế. Trên bờ biển Quảng Đông, Vũng Chùa có đến hàng trăm cá thể cá mú loại từ 40–50 kg trôi dạt vào bờ và chết. Đến ngày 25 tháng 4, tỉnh Hà Tĩnh có 10 tấn, Quảng Trị 30 tấn, đến ngày 29 tháng 4 Quảng Bình hơn 100 tấn cá biển bất ngờ chết dạt bờ. Thảm họa này gây ảnh hưởng lớn đến sản xuất và sinh hoạt của ngư dân, đến những hộ nuôi thủy sản ven bờ, ảnh hưởng đến du lịch biển và cuộc sống của cư dân miền Trung. Chỉ riêng tỉnh Quảng Bình có 18 xã chuyên làm nghề biển với hơn 14.000 hộ và 24.000 lao động nghề biển. VnExpress dẫn thông tin từ cơ quan du lịch quốc gia trong tháng 11 cho biết ô nhiễm chất thải từ công ty Formosa dọc theo bờ biển miền Trung hồi tháng 4 đã gần như hoàn toàn phá hủy ngành du lịch của khu vực khi doanh thu từ du lịch giảm tới 90%.
Ngày 30 tháng 6 năm 2016, Chính phủ Việt Nam tổ chức họp báo, công bố nguyên nhân cá chết là do chất thải gây ô nhiễm từ Công ty TNHH Hưng Nghiệp Formosa vượt quá nồng độ cho phép. Nguồn thải lớn từ tổ hợp nhà máy của Công ty Formosa Hà Tĩnh chứa độc tố tạo thành một dạng phức hợp, di chuyển vào Nam làm hải sản ở tầng đáy biển chết, là nguyên nhân gây ra thảm họa ô nhiễm môi trường biển này. Chính phủ Việt Nam cho rằng chất thải mà nhà máy Formosa tại Hà Tĩnh thừa nhận thải ra biển tác động đến cuộc sống của hơn 200 ngàn người dân, trong đó có 41 ngàn ngư dân.
Ngày 17 tháng 5 năm 2018, tại TP Đông Hà, tỉnh Quảng Trị, Bộ Y tế khẳng định đến thời điểm hiện tại, chất lượng thủy hải sản, bao gồm cả hải sản tầng đáy đã đảm bảo an toàn.
Ngoài sự việc cá chết ngoài biển, năm 2016 cũng có nhiều vụ cá chết ở sông hồ khắp ba miền Việt Nam như sông Bưởi (Tháng 5, Thanh Hóa), sông Lạch Bạng (Tháng 5, Thanh Hóa), sông Hinh (Tháng 5, Phú Yên), sông Đồng Nai (Tháng 6, Biên Hòa), sông Mã (Tháng 6, Thanh Hóa), sông Sa Lung (Tháng 6, Quảng Trị), sông Ấu (Tháng 7, Hải Dương), sông Chà Và (Tháng 10, Bà Rịa - Vũng Tàu), Hồ Tây (Tháng 10, Hà Nội),, và Hồ Linh Đàm (Tháng 10, Hà Nội). Đa số nguyên do gây nạn cá chết vẫn chưa rõ nhưng tác hại ô nhiễm môi trường do độc tố là nghi vấn.

## Diễn biến

### Năm 2016

#### Tháng 4

Vị trí tỉnh Hà Tĩnh trên bản đồ Việt Nam.

Từ ngày 6 cho đến ngày 10 tháng 4, cá ở một số lồng nuôi và cá tự nhiên chết hàng loạt tại khu vực biển Vũng Áng.
Ngày 10 tháng 4, cá chết dạt vào bờ biển tỉnh Quảng Bình.
Hàng chục lồng cá của khoảng 60 hộ dân sống tại khu vực An Cư Đông, thị trấn Lăng Cô, Phú Lộc, Thừa Thiên Huế có hiện tượng chết hàng loạt, nhiều nhất là ngày 15-4, một số ít chết trong ngày 16-4. Cá nuôi ở đây chủ yếu là cá nước lợ như cá vẩu, cá bớp, cá mú, cá vồ... trọng lượng mỗi con khoảng 0,3–1 kg, đang gần đến kỳ thu hoạch. Theo phó Phòng NN&PTNT huyện Phú Lộc, không chỉ cá nuôi trong lồng mà cá tự nhiên trên đầm Lăng Cô cũng có hiện tượng chết. Sáng 26-4, Sở Tài nguyên và môi trường tỉnh Thừa Thiên Huế cho biết đã có kết quả phân tích mẫu nước lấy tại khu vực đầm Lăng Cô và cửa biển Lăng Cô, thị trấn Lăng Cô, Phú Lộc vào thời điểm xuất hiện cá nuôi lồng chết hàng loạt. Kết quả cho thấy các thông số gồm tổng hàm lượng nitơ tính theo amoni, hàm lượng kim loại nặng crôm (Cr) vượt giới hạn cho phép của quy chuẩn kỹ thuật quốc gia về chất lượng nước biển và quy chuẩn kỹ thuật quốc gia về chất lượng nước mặt. Kết quả này cũng chỉ ra rằng nguyên nhân cá biển, cá nuôi chết không phải do dịch bệnh mà do một tác nhân cực mạnh - chất độc trong môi trường nước xuất hiện từ phía bắc của tỉnh Thừa Thiên Huế.
Tại một buổi tiệc khai trương nhà hàng vào ngày 21 tháng 4 ở xã Phúc Trạch huyện Bố Trạch (Quảng Bình) với khoảng 200 người đến tham dự, hầu hết những người có mặt sau khi ăn các món ăn hải sản, được mua từ huyện Quảng Trạch, về đều bị đau bụng, buồn nôn và tiêu chảy. 21 người đã phải được đưa tới điều trị tại trạm y tế.
Ngày 22 tháng 4, sau khi hoàn tất việc khảo sát, lấy mẫu nước, đoàn kiểm tra của Bộ Tài nguyên - môi trường do tổng cục trưởng Tổng cục Môi trường Nguyễn Văn Tài dẫn đầu đã đến kiểm tra trực tiếp tại Công ty Điện lực dầu khí Hà Tĩnh (thị xã Kỳ Anh, Hà Tĩnh) và tại Công ty TNHH Hưng Nghiệp Formosa (Khu kinh tế Vũng Áng, Hà Tĩnh).
Ngày 26 tháng 4, một bản kiến nghị đăng trên trang web "We the People" của Nhà Trắng, đề nghị chính phủ liên bang Mỹ hỗ trợ người dân Việt Nam bằng cách cung cấp đánh giá độc lập về tác động môi trường của nhà máy thép Formosa. Chúng tôi cũng đề nghị Tổng thống Obama nêu vấn đề này với chính phủ Việt Nam trong chuyến thăm vào tháng 5". Tính tới tối 3 tháng 5, có hơn 138.000 người đã ký. Con số trên lớn hơn nhiều so với con số tối thiểu 100.000 chữ ký để Nhà Trắng phải lên tiếng.
Ngày 27 tháng 4, ông Nguyễn Hữu Hoài - Chủ tịch tỉnh Quảng Bình chỉ đạo tạm thời cấm du khách và ngư dân tắm biển cho đến khi cơ quan chức năng tìm ra mức độ ô nhiễm của nước biển. Cùng ngày, Bộ đội biên phòng Quảng Bình cho biết vừa phối hợp với đồn biên phòng cửa khẩu Cảng Gianh ngăn chặn các thuyền ngư dân ra biển vớt cá chết về bán.
Ngày 29 tháng 4, ông Trần Đình Du, Phó Giám đốc Sở Nông nghiệp và Phát triển Nông thôn tỉnh Quảng Bình, cho biết, tỉnh đang khuyến cáo ngư dân tạm dừng khai thác ven bờ, đợi đến khi môi trường biển trở lại bình thường.
Ngày 30 tháng 4, sau khi cá chết dạt vào quận Liên Chiểu, bờ biển Đà Nẵng. Ông Nguyễn Điểu (Giám đốc Sở Tài nguyên và Môi trường Đà Nẵng) cùng nhiều cán bộ Sở Tài nguyên và môi trường đã đi tắm biển tại bãi Phạm Văn Đồng (quận Sơn Trà). Ông Nguyễn Điểu nói: "Kết quả kiểm định mẫu nước ở Đà Nẵng đảm bảo an toàn nên chúng tôi cũng như mọi người yên tâm tắm biển". Cùng ngày, ngày thứ ba liên tiếp ngư dân ở tỉnh Quảng Bình tiếp tục biểu tình, chặn Quốc lộ 1 ở khu vực huyện Quảng Trạch để phản đối tình trạng ô nhiễm biển khiến tôm cá đánh bắt được lại không có ai mua . Bộ Công Thương theo chỉ đạo Phó Thủ tướng Trịnh Đình Dũng đã tổ chức kết nối với các doanh nghiệp, chủ yếu là các nhà phân phối bán lẻ lớn vào miền Trung mở tại Quảng Bình hai điểm thu mua hải sản được đánh bắt xa bờ.

#### Tháng 5
Ngày 1 tháng 5, tại các thành phố lớn ở Việt Nam nhiều người dân xuống đường vì thảm họa môi trường cá chết hàng loạt xảy ra tại miền Trung Việt Nam. Ước tính có khoảng 1.000 người tham gia cuộc tuần hành tại Hà Nội. Tại TP. Hồ Chí Minh, đoàn người đã dương khẩu hiệu đi qua các con đường Lê Duẩn, Chợ Bến Thành. Ở một số thành phố khác như Nha Trang, Vũng Tàu, cũng có những nhóm người dân mang theo biểu ngữ ra bờ biển, thể hiện quan điểm về vụ cá chết hàng loạt tại Việt Nam. Trong khi đó, tại Đà Nẵng, một số nhà hoạt động và người dân xuống đường đã ngay lập tức bị trấn áp.
Ngày 2 tháng 5, Bộ trưởng Bộ Tài nguyên và Môi trường Trần Hồng Hà đã có buổi làm việc đầu tiên với các nhà khoa học đến từ Đức, Mỹ, Israel và các nhà khoa học trong nước trong nỗ lực tìm ra nguyên nhân gây cá chết hàng loạt tại miền Trung. GS. Roberto Mayerle, Giám đốc Trung tâm nghiên cứu công nghệ Đại học Kiel của Đức, cho hay sau khi làm việc với Bộ Tài nguyên và Môi trường, đoàn sẽ tiếp tục làm việc với Bộ Khoa học và Công nghệ. Quỹ Ethecon báo cáo về vụ này đã tiếp xúc với nhà khoa học đã tham gia "Nhóm chuyên gia" của chính phủ Việt Nam, tiến sỹ Schroeder. Ông đã than phiền với Quỹ bảo vệ biển Đức (DSM) và với họ rằng nhóm của ông đã không được phép tự lấy mẫu nước bị nhiễm độc, cũng như chỉ được báo cáo dựa trên những kết quả của các nhà khoa học trong nước trước đó. Quỹ kêu gọi Chính phủ Việt Nam phải bảo đảm sự minh bạch tuyệt đối về nguyên nhân, mức độ và phạm vi của thảm họa.
Đài Truyền hình Việt Nam công bố ngày 2 tháng 5, Công an tỉnh Hà Tĩnh và Quảng Bình đã bắt hai nhà hoạt động tên Trương Minh Tâm và Chu Mạnh Sơn ngày 26 tháng 4 năm 2016 vì đã quay phim, chụp hình, ở xã Kỳ Lợi, Kỳ Hà và giáo xứ Đông Yên, thị xã Kỳ Anh, tỉnh Hà Tĩnh. Họ bị cho là "thu thập thông tin và hình ảnh để phát tán trên mạng internet nhằm mục đích kích động người dân". Trả lời BBC Tiếng Việt, nhà hoạt động Hoàng Dũng của phong trào Con Đường Việt Nam nói: "Về mặt đảng cầm quyền họ bắt là đúng, vì hành động này sẽ dập được mọi tiếng nói đối lập chuyên nghiệp cất lên từ tâm bão, bóp nát mọi ý định săn tin của các nhà báo tự do khác" và để "nắm lại độc quyền truyền thông của Đảng." . Ông Chu Mạnh Sơn đã được thả vào ngày 3 tháng 5.
Ngày 3 tháng 5, đoàn công tác của Ủy ban Trung ương Mặt trận Tổ quốc Việt Nam đã về thăm hỏi, động viên và hỗ trợ ngư dân Hà Tĩnh bị ảnh hưởng bởi vụ cá chết bất thường vừa qua. Đoàn đã trao tặng 1 tỷ đồng cho tỉnh Hà Tĩnh để giúp đỡ ngư dân khắc phục khó khăn, ổn định cuộc sống. Ngân hàng Nông nghiệp và Phát triển Nông thôn Việt Nam ủng hộ 20 tỷ đồng và 100 tấn gạo để góp phần chia sẻ khó khăn của nhân dân các tỉnh Hà Tĩnh, Quảng Bình, Quảng Trị, Thừa Thiên Huế chịu thiệt hai của vụ cá chết vừa qua. Mỗi tỉnh sẽ nhận được 5 tỷ đồng và 25 tấn gạo. Ngoài ra, các ngân hàng đồng loạt giảm lãi suất hỗ trợ ngư dân.
Ngày 4 tháng 5, cá nuôi lồng của người dân xã Hải Dương (thị xã Hương Trà), thị trấn Thuận An, huyện Phú Vang, tỉnh Thừa Thiên Huế tiếp tục chết hàng loạt. Tình trạng cá biển chết dạt vào bờ và cá nuôi lồng của người dân ồ ạt chết xảy ra từ ngày 2 tháng 5 cho đến nay ở hai thôn Thai Dương Thượng Tây và Thai Dương Thượng Nam. Tổng cộng hơn một tấn từ 60 lồng. Tại thôn Hải Tiến (thị trấn Thuận An), ba ngày qua có hơn 2 tấn cá nuôi lồng và tự nhiên bị chết. Chiều 4 tháng 5, đoàn kiểm tra liên bộ Tài nguyên - môi trường, Công an, Quốc phòng, Khoa học - công nghệ, Nông nghiệp và phát triển nông thôn, Công thương và các viện khoa học, chuyên gia đã tiến hành kiểm tra toàn diện tại Công ty TNHH gang thép Hưng Nghiệp Formosa Hà Tĩnh. Đoàn kiểm tra sẽ làm việc với công ty Điện lực dầu khí Vũng Áng và Trung tâm dịch vụ và hạ tầng Khu kinh tế Vũng Áng, các công ty có hoạt động xả thải ra biển.
Sau cuộc lặn của các ngư dân ngày 6 tháng 5, ông Hồ Văn Sơn, Bí thư chi bộ thôn Nhân Nam, xã Nhân Trạch, Bố Trạch, Quảng Bình cho hay: "Rạn san hô (rạn san hô này nằm cách bờ 1-6 hải lý, kéo dài từ đầu tỉnh đến cuối tỉnh) đã bị phá hủy trong các đợt cá chết vừa qua. San hô là nhà của các loài thủy, hải sản biển. San hô chết, nhiều loài khác chết theo"..

Biểu ngữ biểu tình vụ cá chết hàng loạt dạt vào bờ biển miền Trung

Hàng ngàn người dân Việt Nam ở Sài Gòn và nhiều thành phố, địa phương trong cả nước đã xuống đường hôm Chủ Nhật tuần hành, biểu tình phản đối vụ cá chết hàng loạt.. Cuộc tuần hành "Vì nước sạch – Vì chính quyền minh bạch" vào ngày 08 tháng 05 năm 2016 ở Thành phố Hồ Chí Minh đã bắt đầu lúc 8 giờ sáng; hàng trăm người đã đến với những biểu ngữ tại công viên 30/4. Nhiều xe buýt đã được đưa tới khu vực người biểu tình tập trung tại khu vực Nhà thờ Đức Bà đưa họ lên xe. Cả hơi cay cũng được dùng để giải tán người biểu tình. Công an Thành phố Hồ Chí Minh điều tra vụ hai mẹ con cô Hoàng Mỹ Uyên bị lực lực giữ trật tự đánh trong cuộc xuống đường vì cá chết, đồng thời tiếp tục cáo buộc Việt Tân "giật dây" người biểu tình. Ông Đỗ Hoàng Điềm, Chủ tịch Đảng Việt Tân nói các cuộc tuần hành vì môi trường ở Việt Nam "là quyền và nghĩa vụ chung của mọi người. Trên tinh thần đó, nhiều người, anh chị em đảng Việt Tân ở trong nước cũng tham gia vào cùng với đồng bào để đi biểu tình".
Ở Hà Nội, một cuộc tuần hành nhân ngày Môi trường Thế giới và vì 'cá chết hàng loạt, bất thường' do nhóm Green Trees, một nhóm xã hội dân sự về môi trường tổ chức đã bị giải tán không lâu sau khi diễn ra. Khoảng hơn 20 người bị các lực lượng an ninh ngăn chặn và bắt lên xe bus. Mạng xã hội Facebook đã bị chặn vào đúng thời điểm tuần hành nhằm hạn chế khả năng liên lạc và đưa thông tin về việc này.. Tổng cộng có khoảng 100 người đã bị bắt giữ.
Ngày 13 tháng 5, Cục báo chí, Bộ Thông tin và Truyền thông đã xử phạt báo Nông thôn Ngày nay 140 triệu đồng vì vi phạm một điều khoản về "đăng, phát thông tin gây phương hại đến lợi ích quốc gia hoặc gây mất đoàn kết dân tộc" trong hai bài viết đăng trên ấn phẩm Thế giới Tiếp thị có tên "Nhân dân mãi mãi là người đến sau", và "Lời than của các loài cá", trong đó có một bài của nhạc sĩ Tuấn Khanh.Văn phòng Cao ủy Nhân quyền Liên Hợp Quốc đã tiếp tục lên tiếng bày tỏ "quan ngại về tình trạng bạo lực gia tăng nhắm vào những người biểu tình Việt Nam bày tỏ sự bất bình về việc cá chết bí hiểm hàng loạt ở miền Trung". Cơ quan nhân quyền này cũng kêu gọi "chính phủ Việt Nam tôn trọng quyền tự do hội họp của theo đúng các cam kết về nhân quyền quốc tế".
Ngày 15 tháng 5, hàng trăm bà con giáo dân xứ Song Ngọc và ở xã Hợp Thành tại tỉnh Nghệ An đã tuần hành, mang theo các biểu ngữ như "Cá cần nước sạch, dân cần minh bạch", "Vì sao cá chết" hay "Tôi không muốn chết như cá". Còn tại thành phố Vũng Tàu, một nhóm người mang theo biểu ngữ "Hãy trả lại môi trường sạch cho biển Việt Nam" di dọc theo một bãi biển . Nhiều người ở thành phố Hồ Chí Minh và ở Hà Nội nói họ bị "tạm giữ" và "ngăn cản" ngay tại nhà, không thể tham gia xuống đường biểu tình trong tuần thứ ba liên tiếp vì sự kiện cá chết ở miền Trung Việt Nam. Tuy nhiên, ở Hà Nội một nhóm bạn trẻ khoảng vài chục người, trong đó có nhiều người đeo khẩu trang, đã tuần hành chớp nhoáng, và theo đoạn video đăng trên mạng xã hội, dường như có xô đẩy với lực lượng an ninh. Các nhân chứng cho hay, những người biểu tình sau đó đã bị "đẩy lên xe buýt, và không rõ bị đưa đi đâu".
Ngày 7 tháng 7, khoảng 3.000 người dân tại giáo xứ Cồn Sẻ thuộc thị xã Ba Đồn, tỉnh Quảng Bình, địa phương cách nhà máy Formosa 50 km, đã xuống đường biểu tình, yêu cầu chính phủ dừng hoạt động của nhà máy Formosa.
Ngày 7 tháng 8, khoảng 5.000 giáo dân thuộc một số giáo xứ như Song Ngọc, Phú Yên và Mành Sơn biểu tình đòi đóng cửa Formosa và kêu gọi bảo vệ môi trường sống.
Ngày 15 tháng 8, hơn 4.000 giáo dân xứ Quý Hòa đã tuần hành biểu tình từ nhà thờ xứ đi đến trụ sở Ủy ban Nhân dân thị xã Kỳ Anh để yêu cầu chính quyền minh bạch về việc hỗ trợ đền bù cho ngư dân bị tác hại bởi thảm họa môi trường do Formosa gây ra, vì đến thời điểm này chính quyền địa phương vẫn im lặng. Theo đài RFA, khoảng 200 công an, cảnh sát cơ động được điều đến để giám sát đoàn người đi biểu tình. Công an đã lấy hết băng rôn, biểu ngữ, loa phóng thanh của giáo dân, và họ lập hàng rào để chặn không cho dân bước qua. Từ ngày thảm họa ô nhiễm môi trường biển xảy ra, họ không có bất kỳ thu nhập nào để trang trải cho cuộc sống, ngoài sự hỗ trợ từ phía nhà thờ, các nhà hảo tâm, còn phía chính quyền thì chỉ hỗ trợ 5 triệu đồng đối với những thuyền có công suất lớn hơn 90 Cv, còn thuyền múng thì được 3 triệu đồng một chiếc, và mỗi người nhận được 15 kg gạo/tháng, nhưng số gạo hỗ trợ có chất lượng rất kém. Tại Xã Đoài, nhà thờ chính tòa của giáo phận Vinh khoảng hơn 30.000 giáo dân giáo phận Vinh đã biểu tình tuần hành trước khi tham dự thánh lễ đòi nhà cầm quyền Hà Nội đóng cửa nhà máy gang thép Formosa để bảo vệ môi trường sống cho con người.
Ngày 21 tháng 8, khoảng 1.500 giáo dân của hai giáo xứ Phú Yên (tỉnh Nghệ An) và Quý Hòa (Hà Tĩnh) thuộc Giáo phận Vinh tiếp tục biểu tình đòi đóng cửa Formosa.
Ngày 1 tháng 9, khoảng 2.500 đến 3.000 người giáo dân của hai giáo xứ Quý Hòa và Phú Yên thuộc giáo phận Vinh đã biểu tình phản đối Formosa. Lý do của cuộc biểu tình tập trung nhiều giáo xứ không gì khác ngoài các đòi hỏi thiết thực cho cuộc sống người dân tại nơi xảy ra thảm họa môi trường.
Ngày 5 tháng 9, khoảng 1.000 học sinh tại xã Kỳ Hà (thị xã Kỳ Anh, Hà Tĩnh) không được bố mẹ cho đến lớp. Người dân không cho con em đến trường nhằm gây sức ép lên chính quyền.
Ngày 26 tháng 9, khoảng 540 người vào thị xã Kỳ Anh để nộp hồ sơ. Đa số là người dân ở giáo xứ Phú Yên, các vùng lân cận, xã Vĩnh Yên, Quỳnh Phương, Quỳnh Lộc và dân cư trong huyện Quỳnh Lưu của Nghệ An. Tất cả những người làm đơn khởi kiện sẽ phải nộp đơn vào Tòa án huyện Kỳ Anh, tỉnh Hà Tĩnh, là nơi Formosa đặt trụ sở theo đúng luật Việt Nam. Linh mục Đặng Hữu Nam - người đã dẫn đầu người dân tới tòa án để nộp đơn, bị chính quyền tỉnh Nghệ An đề nghị Giám mục Giáo phận Vinh hạn chế hoạt động của ông, cáo buộc ông "nói xấu Đảng, Nhà nước" và "lợi dụng sự cố môi trường biển tại một số tỉnh miền Trung" để biểu tình, khiếu kiện "tạo thêm nhiều diễn biến phức tạp mới". Tòa án Nhân dân Thị xã Kỳ Anh đã nhận 506 bộ hồ sơ của các hộ ngư dân khởi kiện đòi bồi thường thiệt hại. Formosa nói với truyền thông Đài Loan rằng họ đã nhận được toàn bộ thông tin liên quan đến các vụ kiện, nhưng cho rằng vấn đề này sẽ do chính phủ Việt Nam giải quyết, Công ty không can dự vấn đề này, và do đó không thể bình luận.
Ngày 2 tháng 10, hàng ngàn người dân (theo báo đài RFA hơn 10 ngàn người) từ các Giáo xứ Đông Yên, Mỹ Dụ, giáo xứ Dũ Lộc, Quy Hòa, Tây Thành thuộc Giáo hạt Kỳ Anh (Hà Tĩnh) tham gia cuộc xuống đường đến cổng công ty Formosa, nằm trên địa bàn huyện này. Trang tin Công giáo Tin mừng cho người nghèo, cho biết: "Cuộc biểu tình sáng nay nhằm mục đích yêu cầu Formosa dừng ngay việc xả thải ra sông Quyền, Formosa phải đền bù thiệt hại cho người dân và đi ra khỏi Việt Nam." 
Ngày 03 tháng 10, cuộc biểu tình có quy mô 10.000-18.000 người đã vượt qua hàng rào bảo vệ của cơ quan chức năng và bao vây Formosa Vũng Áng. Cuối ngày, cuộc biểu tình kết thúc trong ôn hòa.
Ngày 7 tháng 10, Ủy ban Nhân Dân Tỉnh Nghệ An gởi văn bản cho Giám mục Giáo phận Vinh yêu cầu "Cụ Giám mục Vinh chấn chỉnh các hoạt động mục vụ của Linh mục Đặng Hữu Nam và không bố trí Linh mục Đặng Hữu Nam tiếp tục hoạt động trên địa bàn tỉnh Nghệ An". Văn bản cáo buộc Linh mục Đặng Hữu Nam, người đã dẫn dầu giáo dân giáo xứ Phú Yên nộp đơn khiếu kiện Formosa tại Tòa án Kỳ Anh, lợi dụng các buổi lễ để rao giảng kích động giáo dân tại các nhà thờ mà Linh mục Nam tới làm lễ. Linh mục Nam cũng thường xuyên tiếp đón, tiếp xúc các thành phần, đối tượng Việt Tân, giúp một số người trú ngụ trong nhà thờ giáo xứ Phú Yên. Linh mục Nam cho biết: "Trong tư cách là một linh mục, một người hướng dẫn tôi giúp đỡ những người khác để đòi công lý và thực thi quyền của con người đã được hiến pháp và pháp luật quy định như quyền khởi kiện đó là lẽ đương nhiên." 
Cho đến ngày 18 tháng 10, vẫn tiếp tục xảy ra các vụ biểu tình có quy mô lớn.

### Năm 2017
Ngày 21 tháng 2, một đoạn clip cống nước xã màu đỏ như máu phát thải tại Tổ công tác liên ngành tỉnh Hà Tĩnh nhận định Formosa Vũng Áng. Tổ công tác liên ngành tỉnh Hà Tĩnh nhận định Formosa không có đường ống xả thải nào như clip trên mạng.
Ngày 3 tháng 4, một cuộc biểu tình lớn của hàng ngàn ngư dân hai xã Thạch Kim và Thạch Bằng đã diễn ra ở huyện Lộc Hà, Hà Tĩnh. Biểu tình bắt đầu ở Thạch Bằng trong những ngày cuối tháng 3. Các nguồn tin địa phương tường trình rằng người dân vẫn tiếp tục đòi được đền bù thỏa đáng sau vụ ô nhiễm vị quy trách cho công ty Formosa, nhưng ngoài ra họ còn đòi chính quyền trả lời về cáo buộc rằng công an đã đánh đập dân và một số nhà hoạt động và đã có những hành vi bôi nhọ các vị linh mục và giám mục Giáo phận Vinh.
Ngày 12 tháng 5, cơ quan Công an tỉnh Hà Tĩnh ra quyết định truy nã toàn quốc đối tượng Bạch Hồng Quyền, về tội "Gây rối trật tự công cộng". Theo hồ sơ điều tra, vào khoảng 8 giờ ngày 3 tháng 4, lấy lý do khiếu nại về vấn đề bồi thường thiệt hại sau sự cố môi trường biển, đối tượng Bạch Hồng Quyền đã dẫn đầu khoảng 2000 người dân trú tại xã Thạch Bằng và xã Thạch Kim, huyện Lộc Hà, tỉnh Hà Tĩnh mang theo băng rôn, khẩu hiệu và loa thùng kéo đến bao vây trụ sở UBND huyện. Đám đông đánh đuổi và bắt giữ trái pháp luật ông Nguyễn Bảo Trung, cán bộ Công an tỉnh Hà Tĩnh đang thực hiện nhiệm vụ tại đây. Sau khi bị thương, đồng chí Nguyễn Bảo Trung đã bị đám đông đặt nằm giữa sân trụ sở UBND huyện, bao vây, ngăn cản không cho lực lượng y tế đưa đi cấp cứu. Sự việc đã làm ngưng trệ mọi hoạt động hành chính tại trụ sở UBND huyện Lộc Hà gần 7 giờ đồng hồ (từ 8h40 đến 15h15).
Ngày 9 tháng 4, cuộc diễu hành xe đạp tưởng niệm một năm thảm họa môi trường Formosa do nhóm hoạt động vì môi trường Green Trees dự định tổ chức tại Hà Nội từ 9 giờ sáng Chủ nhật 9 tháng 4 đi từ trụ sở Bộ Tài nguyên và Môi trường đến Văn phòng Quốc hội Việt Nam bị chính quyền cản trở.
Một phái đoàn gồm các chức sắc Công giáo và linh mục trong tháng năm đã có chuyến đi châu Âu nhằm gặp gỡ các tổ chức quốc tế để vận động và trao thỉnh nguyện thư về thảm họa môi trường Formosa. Thành phần gồm sáu vị giáo sĩ thuộc giáo phận Vinh do Đức Giám mục Phaolô Nguyễn Thái Hợp dẫn đầu, trong hành trình tới Na Uy, Bỉ, Đức, Thụy Sĩ và Bồ Đào Nha, phái đoàn đã gặp gỡ Liên Hợp Quốc, Liên minh châu Âu, một số bộ ngoại giao cũng như một số tổ chức thuộc Giáo hội Công giáo và các tổ chức xã hội dân sự và nhân quyền quốc tế mang theo thỉnh nguyện thư với gần 200.000 chữ ký, phái đoàn muốn tìm trợ giúp và giải pháp cho thảm họa môi trường xảy ra từ hơn một năm qua.
Một năm sau thảm họa ô nhiễm biển, các bãi biển bốn tỉnh miền trung nhộn nhịp trở lại trong dịp lễ 30 tháng 4 và Ngày Quốc tế Lao động.

## An toàn thực phẩm
- Cục An toàn thực phẩm (Bộ Y tế), lấy mẫu tại 4 tỉnh miền Trung là Hà Tĩnh, Quảng Bình, Quảng Trị và Thừa Thiên Huế từ ngày 28 tháng 4 - 6 tháng 5, vừa công bố kết quả xét nghiệm. Theo đó, trong 139 mẫu hải sản tươi sống, mẫu nước sử dụng và rau ăn tại khu vực xuất hiện hiện tượng cá chết, có 97 mẫu hải sản tươi sống đạt chỉ số an toàn. Còn lại là các mẫu rau và nước sử dụng cũng đều nằm trong ngưỡng cho phép. Trong số các mẫu hải sản tươi sống được lấy xét nghiệm, hầu hết là hải sản đánh bắt xa bờ.[77]
- Website Nhịp Cầu Thế giới cho hay, Cục Kiểm tra Chất lượng Thực phẩm Hungary (NÉBIH) đã cho cấm lưu thông loạt hàng cá kiếm (sword fish) nguồn gốc Việt Nam có nhiễm thủy ngân, theo một bản tin đăng trên các cơ quan truyền thông Hungary, mà Hãng Thông tấn nước này (MTI) cũng đưa lại.[78]
- Hiệp hội chế biến và xuất khẩu thủy sản Việt Nam (VASEP) phát đi thông cáo ngày 2 tháng 6: "Vụ việc cá chết bất thường tại miền Trung không gây ảnh hưởng đến nguồn cung và mức độ an toàn cho nguyên liệu hải sản xuất khẩu". Động thái này tiếp theo sau việc Cơ quan thẩm quyền EU đã có văn bản cảnh báo số 16-814 tới các nước thành viên EU về việc cá chết bất thường tại Việt Nam và đề nghị các nước "kiểm soát chặt chẽ các lô hàng thủy sản biển nhập khẩu từ Việt Nam"[78]
- Báo cáo của Bộ Y tế được công bố ngày 20 tháng 9, từ 1.340 mẫu hải sản lấy từ bốn tỉnh miền Trung (Hà Tĩnh, Quảng Bình, Quảng Trị và Thừa Thiên Huế) bị ảnh hưởng vì vụ cá chết hàng loạt. Cá sống ở các "tầng nổi" và "hải sản tại đầm nuôi" được cho là "đều đảm bảo an toàn để sử dụng làm thực phẩm. Không có mẫu nào phát hiện có Phenol". Tuy nhiên, báo cáo này cũng nói "hải sản khác sống ở tầng đáy trong vòng 13,5 hải lý đã phát hiện 132/1.040 mẫu hải sản của 4 tỉnh có Phenol" và "đều nằm trong vùng từ 5 - 25 km (tương đương với khoảng từ 2,7- 13,5 hải lý) với tỉ lệ mẫu nhiễm cao nhất tại Hà Tĩnh, Quảng Bình và thấp nhất tại biển Lăng Cô - Thừa Thiên Huế".[79]

## Phản ứng từ chính quyền

### Năm 2016
Ngày 20 tháng 4, trước tình trạng cá nuôi lồng bè, cá tự nhiên trên biển chết hàng loạt ở vùng biển Vũng Áng (thị xã Kỳ Anh, Hà Tĩnh), sau khi lấy mẫu nước về xét nghiệm, ông Phan Lam Sơn - Phó Giám đốc Sở TN&MT tỉnh Hà Tĩnh cho biết: "Nói chung, các thông số, chỉ tiêu của nguồn nước biển đều nằm trong giới hạn cho phép, chưa vượt ngưỡng đến mức ô nhiễm. Chính vì thế, chưa đủ căn cứ để có thể đưa ra kết luận cá chết hàng loạt là do nguồn nước." 
Bộ trưởng Bộ Tài nguyên và Môi trường Trần Hồng Hà cho biết: Ngay sau khi có thông tin về hiện tượng cá chết tại vùng biển Vũng Áng (Hà Tĩnh) và sau đó lan ra vùng biển Quảng Bình, Quảng Trị, Bộ đã chỉ đạo Tổng cục Môi trường, Tổng cục Biển và Hải đảo Việt Nam phối hợp với Bộ NNPTNT cùng với các địa phương làm rõ nguyên nhân cá chết ở trên từng địa bàn.
Ngày 21 tháng 4, Vụ phó Vụ Nuôi trồng thủy sản, Bộ NN&PTNT Phạm Khánh Ly cho biết, Đoàn công tác không vào kiểm tra tại Khu công nghiệp Vũng Áng được vì đây là Khu công nghiệp có yếu tố nước ngoài, đoàn không có thẩm quyền, có chỉ đạo của Thủ tướng thì mới tiến hành kiểm tra được. PGS.TSKH Nguyễn Văn Cư, nguyên Tổng cục trưởng Tổng cục Biển và hải đảo Việt Nam, Chủ tịch Hội Khoa học và kỹ thuật biển Việt Nam cho là, cần phải có điều chỉnh, bổ sung trong các điều luật để bảo vệ môi trường. Nếu như mỗi lần vào kiểm tra đều phải xin phép như vậy thì sẽ không đảm bảo được tính khách quan cũng như độ tin cậy của các số liệu do chính DN đó cung cấp.
Ngày 23 tháng 4, trả lời phỏng vấn về việc có nên tiếp tục sử dụng cá biển, tắm biển ở những vùng nước không còn xảy ra hiện tượng cá chết, ông Đặng Ngọc Sơn, Phó Chủ tịch UBND tỉnh Hà Tĩnh cho biết: "hiện tại các lồng bè đang nuôi trồng thủy sản ở Vũng Áng (Hà Tĩnh) nhiều loại thủy, hải sản vẫn sinh trưởng bình thường. Những loại hải sản như: mực, tôm, cua cá vẫn đang sống thì người dân có thể ăn được. Ngoài ra, người dân cũng có thể yên tâm tắm biển ở các vùng biển này." Phát biểu này của ông Sơn đã khiến người dân bức xúc, nhiều người cho rằng câu trả lời của ông Sơn là rất thiếu trách nhiệm, qua loa và hời hợt. Ngay sau đó đã xuất hiện Video ông Sơn nhận được điện thoại mời ăn cá và tắm biển Vũng Áng trên YouTube. Theo như Video, ông Sơn đã đồng ý nhận lời mời.
Ngày 25 tháng 4, Thủ tướng Chính phủ Nguyễn Xuân Phúc ra chỉ đạo khẩn trương làm rõ nguyên nhân:
- Giao UBND các tỉnh Hà Tĩnh, Quảng Bình, Quảng Trị và Thừa Thiên Huế rà soát, thống kê các hộ nuôi trồng, khai thác thủy, hải sản bị thiệt hại, mức độ thiệt hại, có đề xuất biện pháp hỗ trợ cho bà con ngư dân, nhất là các hộ gia đình chính sách, hộ nghèo, khó khăn, các trường hợp bị thiệt hại lớn, nặng nề, không được để dân thiếu đói do phải ngừng đánh bắt hải sản.
- Giao các Bộ: Khoa học và Công nghệ, Công an, Quốc phòng, Công Thương, Y tế, Viện Hàn lâm Khoa học và Công nghệ Việt Nam chủ động phối hợp, hỗ trợ các Bộ: Tài nguyên và Môi trường, Nông nghiệp và Phát triển nông thôn, làm rõ nguyên nhân gây hiện tượng hải sản chết bất thường này.
- Giao các Bộ: Kế hoạch và Đầu tư, Công Thương, Tài nguyên và Môi trường và UBND các tỉnh: Hà Tĩnh, Quảng Bình, Quảng Trị, Thừa Thiên Huế và các địa phương trong cả nước chủ động tiến hành rà soát các Dự án đầu tư trong các lĩnh vực, nhất là công nghiệp nặng, về công tác bảo vệ môi trường, đặc biệt là môi trường biển.[85]

Ngày 27 tháng 4, tại cuộc họp báo do Bộ Tài nguyên và Môi trường Việt Nam tổ chức, Thứ trưởng Võ Tuấn Nhân tuyên bố: "Chưa có bằng chứng kết luận mối liên hệ của Formosa đến cá chết hàng loạt. Số liệu quan trắc cho thấy các thông số môi trường chưa vượt chuẩn quy định"
Ngày 29 tháng 4, Phó thủ tướng Trịnh Đình Dũng chỉ đạo Bộ Tài nguyên và Môi trường khẩn trương giúp tỉnh Hà Tĩnh triển khai ngay trạm quan trắc tự động từ điểm xả thải của nhà máy Formosa đến trạm quan trắc của Sở Tài nguyên và Môi trường Hà Tĩnh để kiểm tra và lấy mẫu phân tích tự động nhằm kiểm soát việc xả thải của nhà máy.
Ngày 1 tháng 5, tại Hà Tĩnh, Thủ tướng Nguyễn Xuân Phúc chủ trì buổi làm việc với lãnh đạo các địa phương bị ảnh hưởng do hải sản chết bất thường. Cùng dự có các Phó Thủ tướng: Trịnh Đình Dũng, Vũ Đức Đam, Bộ trưởng một số bộ liên quan.
Ngày 2 tháng 5, theo BBC, Văn phòng Chính phủ phát đi thông báo yêu cầu giám sát hệ thống xả thải của công ty Formosa . Theo đó, Thủ tướng yêu cầu Bộ Tài nguyên và Môi trường (TN-MT) cùng UBND tỉnh Hà Tĩnh báo cáo việc cấp phép, giám sát hệ thống xả thải của Công ty TNHH Gang thép Hưng Nghiệp Formosa; làm rõ trách nhiệm của cơ quan, cá nhân liên quan.
Ngày 4 tháng 5, Bộ trưởng Trần Hồng Hà - Bộ Tài nguyên và Môi trường ký quyết định về việc kiểm tra liên ngành về bảo vệ môi trường đối với các đơn vị đang hoạt động tại Khu kinh tế Vũng Áng, thị xã Kỳ Anh, Hà Tĩnh. Đoàn công tác sẽ chia làm các tổ công tác :
- Tổ 1 do PGS.TS Trịnh Văn Tuyên - Viện trưởng Viện Công nghệ Môi trường (Viện Hàn lâm Khoa học và Công nghệ Việt Nam) làm Tổ trưởng. Tổ 1 sẽ kiểm tra về bảo vệ môi trường đối với Xưởng phân tách khí, Nhà máy luyện Cốc, Nhà máy luyện thép, luyện gang và các hạng mục công trình khác có liên quan.
- Tổ 2 do PGS Vũ Đức Lợi - Phó viện trưởng Viện Hóa học (Viện Hàn lâm Khoa học và Công nghệ Việt Nam) làm Tổ trưởng, sẽ đi kiểm tra về bảo vệ môi trường với nội dung nhập khẩu, mua, bán và sử dụng hóa chất, hoạt động xúc, rửa đường ống của Dự án và các nhà thầu tham gia có liên quan.
- Tổ 3 do PGS.TS Nguyễn Việt Anh - Viện trưởng Viện Khoa học kỹ thuật môi trường (Đại học Xây dựng Hà Nội) làm Tổ trưởng, sẽ đi kiểm tra về bảo vệ môi trường với các công trình thu gom vận chuyển và xử lý nước thải sinh hoạt, nước thải sinh hóa, nước thải công nghiệp; việc nhập khẩu và sử dụng chế phẩm sinh học trong xử lý nước thải; xưởng xử lý nước cấp; hệ thống thoát nước mưa và nước thải của toàn bộ dự án.
- Tổ 4 do TS Trịnh Thành - Phó viện trưởng Viện Khoa học và Công nghệ môi trường (Đại học Bách khoa Hà Nội) làm Tổ trưởng, sẽ đi kiểm tra về bảo vệ môi trường đối với Nhà máy Nhiệt điện - Tổ máy số 1 của Formosa và các công trình phụ trợ khác của Formosa và Công ty Điện lực Dầu khí Vũng Áng.
- Tổ 5 do ông Nguyễn Xuân Quang - Phó Cục trưởng Cục Kiểm soát hoạt động bảo vệ môi trường làm Tổ trưởng, sẽ đi kiểm tra bảo vệ môi trường đối với xưởng bảo dưỡng thiết bị; cảng Sơn Dương, Nhà máy cán thép-phôi nhập khẩu, các công trình phụ trợ của Formosa và Trung tâm dịch vụ và Hạ tầng Khu kinh tế Vũng Áng.

Ngày 25 tháng 5, hơn một tháng sau thảm họa cá chết hàng loạt ở miền Trung mà chưa tìm được nguyên nhân, thứ trưởng Nguyễn Linh Ngọc - Bộ Tài nguyên và Môi trường tại cuộc họp báo khẳng định không ém thông tin vụ việc và sẽ cung cấp rộng rãi khi có đủ chứng cứ khoa học.
Ngày 27 tháng 5, Chủ tịch Hội nghề cá Việt Nam, Nguyễn Việt Thắng ký công văn đề nghị Chính phủ và bộ ngành đẩy nhanh tiến độ xác định nguyên nhân cá chết hàng loạt ở các tỉnh Bắc miền Trung. Theo ông, đến nay ngư dân các tỉnh Hà Tĩnh đến Thừa Thiên Huế chưa thể đi đánh cá ven biển, các hộ nuôi cũng dậm chân tại chỗ. Hội đề nghị Chính phủ tiếp tục hỗ trợ mỗi thành viên của gia đình thiệt hại do cá chết 15 kg gạo/tháng/người đến khi xác định được nguyên nhân và sản xuất phục hồi.
Ngày 2 tháng 6, Bộ trưởng Chủ nhiệm Văn phòng Chính phủ Mai Tiến Dũng cho biết về sự cố cá chết hàng loạt ở miền Trung, hiện nay các nhà khoa học đã xác định được nguyên nhân cá chết, nhưng đang chờ tư vấn trong và ngoài nước phản biện độc lập để đảm bao tính khách quan. Đồng thời, Thủ tướng cũng quyết liệt triển khai các giải pháp đảm bảo môi trường kinh doanh, môi trường tự nhiên nhất là môi trường biển được bảo đảm an toàn lâu dài.
Ngày 12 tháng 6, hàng trăm người dân ở khu vực Quỳnh Lưu, Nghệ An xuống đường vì hiện tượng cá chết xảy ra trong hơn hai tháng qua. Trong cuộc biểu tình, người dân ở Quỳnh Lưu cũng giăng biểu ngữ có nội dung: "Phản đối VTV1 vu cáo đối với Đức Cha Phaolô Nguyễn Thái Hợp". Việc gây ra phản đối xuất phát từ bản tin ngày 13/5 của Đài Truyền hình Việt Nam VTV ngày 13 tháng 5, Giám mục Giáo phận Vinh Nguyễn Thái Hợp đã ra bản thư chung, diễn tả sự việc một cách thiếu khách quan, thổi phồng, gây hoang mang và dùng những lời lẽ kích động giáo dân.
Ngày 25 tháng 6, Thủ tướng chính phủ quyết định thời gian hỗ trợ gạo được tăng từ 1,5 tháng lên tối đa 6 tháng cho ngư dân Hà Tĩnh, Quảng Bình, Quảng Trị, Thừa Thiên Huế bị ảnh hưởng do hiện tượng hải sản chết bất thường. Cụ thể là các nhân khẩu thuộc hộ gia đình chủ tàu và hộ gia đình của lao động trên tàu khai thác hải sản ở vùng ven bờ, vùng lộng không lắp máy hoặc lắp máy có công suất dưới 90 CV, hộ gia đình làm nghề muối và hộ gia đình làm dịch vụ hậu cần nghề cá bị ảnh hưởng trực tiếp.
Ngày 30 tháng 6, Chính phủ Việt Nam tổ chức họp báo, công bố nguyên nhân cá chết là do chất thải gây ô nhiễm từ Công ty TNHH Hưng Nghiệp Formosa vượt quá nồng độ cho phép. Tại buổi họp báo, Bộ trưởng Bộ Thông tin và truyền thông Trương Minh Tuấn cho biết thêm: "Để xử cố môi trường không tái diễn trong tương lai, Thủ tướng đã chỉ đạo rà soát tất các quy hoạch dự án liên quan đến môi trường, tiêu chuẩn liên quan đến hoạt động môi trường. Đối với trách nhiệm cán bộ công chức liên quan đến sự cố, tùy vào mức độ sai phạm sẽ xử lý dù ở cấp nào."
Ngày 22 tháng 8, Bộ Tài nguyên và Môi trường công bố tắm biển đã an toàn, nhưng ở phương diện cá ăn được chưa, Bộ Y tế vẫn đang giám sát.
Ngày 27 tháng 8 ở Huế, Bộ Nông nghiệp và Phát triển nông thôn đề xuất 4 phương án khôi phục hoạt động khai thác hải sản tại hội nghị "Báo cáo tiến độ kê khai, thống kê thiệt hại do sự cố môi trường biển miền Trung và bàn giải pháp chỉ đạo sản xuất thủy sản". Lãnh đạo tỉnh Thừa Thiên Huế và Hà Tĩnh chọn phương án 3. Theo đó, sẽ cho phép khai thác hải sản bình thường nhưng tăng cường giám sát an toàn thực phẩm đối với sản phẩm đánh bắt tại các cảng cá và bến cá, đồng thời cấm nghề khai thác cá tầng đáy từ 20 hải lý trở vào tại vùng ven biển của bốn địa phương bị ảnh hưởng. Lãnh đạo tỉnh Quảng Trị chọn phương án 4, cho phép ngư dân khai thác hải sản bình thường trên các vùng biển và tăng cường giám sát an toàn thực phẩm đối với hải sản khai thác tại các cảng cá, bến cá khi tàu vào bờ. Riêng Quảng Bình không chọn phương án nào. Theo giải thích của ông Lê Minh Ngân - phó chủ tịch UBND tỉnh Quảng Bình, việc lựa chọn này phải dựa trên kết quả nghiên cứu khoa học chứ không thể dựa vào lựa chọn của các địa phương.
Ngày 27 tháng 9, Tòa án Nhân dân Thị xã Kỳ Anh nhận 506 bộ hồ sơ của các hộ ngư dân và có biên bản xác nhận đơn khởi kiện.
Ngày 30 tháng 9, Thủ tướng Việt Nam Nguyễn Xuân Phúc ban hành Quyết định về định mức bồi thường thiệt hại cho các đối tượng tại các tỉnh Hà Tĩnh, Quảng Bình, Quảng Trị và Thừa Thiên Huế bị thiệt hại do sự cố cá chết. Bảy nhóm đối tượng thiệt hại gồm: khai thác hải sản, nuôi trồng thủy sản, sản xuất muối, hoạt động kinh doanh thủy sản ven biển, dịch vụ hậu cần nghề cá, dịch vụ du lịch - thương mại ven biển và thu mua - tạm trữ thủy sản.

### Năm 2017
Ngày 8 tháng 3, Phó thủ tướng Trương Hòa Bình tại cuộc họp Ban chỉ đạo khắc phục sự cố môi trường bốn tỉnh miền Trung yêu cầu thành lập ngay bốn đoàn kiểm tra đến các địa phương kiểm tra, thanh tra việc bồi thường thiệt hại môi trường biển tại bốn tỉnh miền Trung. Ông cũng yêu cầu các địa phương tiếp tục điều kiểm ngư để giám sát, vận động người dân không khai thác hải sản tầng đáy ở vùng biển 20 hải lý trở vào từ bờ biển Hà Tĩnh đến Thừa Thiên Huế.
Ngày 15 tháng 3, Phó thủ tướng Trương Hòa Bình yêu cầu 4 tỉnh Hà Tĩnh, Quảng Bình, Quảng Trị, Thừa Thiên Huế, đặc biệt trong số này là tỉnh Hà Tĩnh phải hoàn thành chi trả khoản tiền Bộ Tài chính đã tạm ứng cho người dân bị thiệt hại bởi sự cố Formosa trong tháng 3, các khoản hỗ trợ còn lại sẽ hoàn tất chi trả trong tháng 6 năm 2017. Ông cũng yêu cầu:
- Bộ Nông nghiệp và phát triển nông thôn chủ trì giám sát, vận động ngư dân tiếp tục ngưng đánh cá và hải sản tầng đáy ở vùng biển 20 hải lý trở vào, cho tới khi Bộ Y tế có công bố cá tầng đáy đánh bắt tại khu vực này an toàn.
- Bộ Y tế tiếp tục lấy mẫu cá và hải sản để kiểm tra, công bố chất lượng, làm yên lòng người tiêu dùng.[101]

Ngày 5 tháng 4, ông Dương Tất Thắng - Phó chủ tịch UBND tỉnh Hà Tĩnh, cho biết sau 3 ngày (từ 3 - 5 tháng 4) kiểm tra quá trình khắc phục sau sự cố môi trường tại Công ty TNHH gang thép Hưng Nghiệp Formosa Hà Tĩnh, đoàn công tác đánh giá Formosa đã đáp ứng được các yêu cầu để cho phép lò cao số 1 đi vào vận hành. Theo đó, đến nay Formosa đã khắc phục được 52/53 lỗi vi phạm, còn lại một hạng mục từ dập cốc ướt sang dập cốc khô theo lộ trình sẽ hoàn thành vào năm 2019.
Ngày 12 tháng 4, Cơ quan CSĐT Công an tỉnh Hà Tĩnh ra quyết định khởi tố vụ án hình sự "Gây rối trật tự công cộng và bắt giữ người trái pháp luật" xảy ra tại xã Thạch Bằng, huyện Lộc Hà vào ngày 3 tháng 4, 8h sáng ngày 3 tháng 4, nghe theo sự kích động, một số đông người dân địa phương đã mang theo băng rôn, khẩu hiệu, bao vây trụ sở UBND huyện Lộc Hà với lý do khiếu nại về vấn đề bồi thường sau sự cố môi trường biển. Trong đó, một số đối tượng quá khích đã xô đẩy hàng rào bảo vệ, có hành vi lăng mạ, xúc phạm lực lượng làm nhiệm vụ.
Ngày 17 tháng 5, Phó thủ tướng Trương Hòa Bình yêu cầu các tỉnh tiếp tục vận động ngư dân không đánh bắt hải sản tầng đáy ở khu vực 20 hải lý trở vào bờ, cho đến khi Bộ Y tế có kết luận về an toàn thực phẩm đánh bắt tại khu vực này và nguồn lợi thủy sản đã được khôi phục.
Ngày 25 tháng 5, Chính phủ Việt Nam đã phân bổ hỗ trợ cho người dân chịu thiệt hại ở bốn tỉnh miền Trung khoảng 5.280 tỉ đồng, đạt khoảng 85%. Đến 30 tháng 6 sẽ giải ngân toàn bộ số tiền bồi thường thiệt hại của Fomosa để chuyển tới tận tay cho người dân. Đồng thời yêu cầu UBND bốn tỉnh này rà soát những người chưa được đền bù thỏa đáng để xem xét hỗ trợ thêm.

### Năm 2018
Ngày 17 tháng 5, tại TP Đông Hà, tỉnh Quảng Trị, Bộ Y tế khẳng định đến thời điểm hiện tại, chất lượng thủy hải sản, bao gồm cả hải sản tầng đáy đã đảm bảo an toàn.

## Điều tra cán bộ sai sót

### Ban cán sự Đảng và UBND tỉnh Hà Tĩnh
Ông Đinh Thế Huynh, Thường trực Ban Bí thư của Trung ương Đảng Cộng sản Việt Nam cho hay vào ngày 30 tháng 11, "Ủy ban Kiểm tra Trung ương đang kiểm tra mức độ vi phạm của ông Võ Kim Cự (nguyên Bí thư Tỉnh ủy tỉnh Hà Tĩnh)" liên quan đến vụ Formosa. Công tác này đồng thời diễn ra với việc "Ban cán sự Đảng và UBND tỉnh Hà Tĩnh cũng bị kiểm tra, đặc biệt là quá trình lắp đặt hệ thống xả thải của Formosa" 
Ngày 14 tháng 4 năm 2017, Ủy ban Kiểm tra (UBKT) Trung ương kết luận ông Võ Kim Cự, bí thư Đảng đoàn, chủ tịch Liên minh hợp tác xã Việt Nam, nguyên bí thư Tỉnh ủy, nguyên bí thư Ban cán sự Đảng, nguyên chủ tịch UBND tỉnh Hà Tĩnh, chịu trách nhiệm chính về những vi phạm, khuyết điểm của Ban cán sự đảng UBND tỉnh và UBND tỉnh giai đoạn 2008 - 2016 và Ban quản lý Khu kinh tế tỉnh Hà Tĩnh giai đoạn từ năm 2008 đến năm 2010. Ông Cự đã trực tiếp ký nhiều văn bản trái quy định, như cấp giấy chứng nhận đầu tư, cho thuê mặt nước biển nằm ngoài khu kinh tế; đồng ý chủ trương cho Công ty Formosa tự giải phóng mặt bằng để xây dựng đường ống xả nước thải; thiếu trách nhiệm chỉ đạo, thanh tra, giám sát quá trình triển khai thực hiện dự án.
UBKT Trung ương kết luận Ông Hồ Anh Tuấn, nguyên tỉnh ủy viên, nguyên bí thư Đảng ủy, nguyên trưởng Ban quản lý Khu kinh tế tỉnh Hà Tĩnh, chịu trách nhiệm chính về những vi phạm của Ban quản lý Khu kinh tế tỉnh Hà Tĩnh giai đoạn từ 2010 đến 2016. Ông Tuấn có vi phạm, khuyết điểm ký một số văn bản trái quy định; cho phép Công ty Formosa khởi công xây dựng các hạng mục công trình của dự án trước, hoàn thiện các thủ tục sau.
UBKT Trung ương quyết định thi hành kỷ luật cách chức bí thư Đảng ủy Ban Quản lý Khu Kinh tế tỉnh Hà Tĩnh nhiệm kỳ 2005 - 2010 và 2010 - 2015 đối với ông Hồ Anh Tuấn; đề nghị Ban bí thư xem xét, thi hành kỷ luật ông Võ Kim Cự theo quy định.
Sau khi nhận kỷ luật cách chức từ Ban bí thư, Chủ tịch liên minh hợp tác xã Việt Nam Võ Kim Cự đã đệ đơn xin thôi làm đại biểu Quốc hội khóa 14.

### Ban cán sự Đảng Bộ Tài nguyên và Môi trường nhiệm kỳ 2011 - 2016
Ủy ban Kiểm tra (UBKT) Trung ương kết luận Ban cán sự đảng Bộ Tài nguyên và Môi trường nhiệm kỳ 2011 - 2016 đã thiếu trách nhiệm, buông lỏng lãnh đạo, chỉ đạo công tác thanh tra, kiểm tra, giám sát, để Bộ TN-MT và một số cá nhân có nhiều vi phạm trong công tác quản lý nhà nước về bảo vệ môi trường, quản lý tài nguyên nước liên quan đến dự án Formosa Hà Tĩnh, để xảy ra hậu quả nghiêm trọng. Cụ thể một số cá nhân có trách nhiệm như sau:
- Ông Nguyễn Minh Quang, nguyên Ủy viên Trung ương Đảng, nguyên Bí thư Ban cán sự đảng, nguyên bộ trưởng Bộ TN-MT, chịu trách nhiệm người đứng đầu về những vi phạm, khuyết điểm của Ban cán sự đảng nhiệm kỳ 2011 - 2016.
- Ông Bùi Cách Tuyến, nguyên ủy viên Ban cán sự Đảng, nguyên thứ trưởng Bộ Tài nguyên và Môi trường, nguyên tổng cục trưởng Tổng cục Môi trường, cùng chịu trách nhiệm về những vi phạm, khuyết điểm của Ban cán sự đảng Bộ Tài nguyên và Môi trường nhiệm kỳ 2011 - 2016. Ông Tuyến đã thiếu trách nhiệm khi ký phê duyệt các báo cáo đánh giá tác động môi trường (ĐTM), bỏ qua sự cảnh báo ảnh hưởng đến môi trường; buông lỏng trong công tác lãnh đạo, chỉ đạo thanh tra, kiểm tra, giám sát việc xây dựng các hạng mục công trình bảo vệ môi trường của Công ty Formosa.
- Ông Nguyễn Thái Lai, nguyên ủy viên Ban cán sự Đảng, nguyên thứ trưởng Bộ Tài nguyên và Môi trường, cùng chịu trách nhiệm về những vi phạm, khuyết điểm của Ban cán sự đảng Bộ Tài nguyên và Môi trường nhiệm kỳ 2011-2016; ông Lai đã thiếu trách nhiệm trong việc thẩm định, ký giấy phép xả nước thải cho Công ty Formosa.
- Ông Lương Duy Hanh, cục trưởng Cục Kiểm soát hoạt động bảo vệ môi trường, Bộ Tài nguyên và Môi trường thiếu trách nhiệm khi làm trưởng đoàn thanh tra đối với dự án Formosa; không tham mưu giám sát việc thực hiện các công trình bảo vệ môi trường trong giai đoạn thi công xây dựng và vận hành thử nghiệm. Kỷ luật cách chức tất cả các chức vụ trong Đảng.
- Ông Mai Thanh Dung trong thời gian giữ chức vụ cục trưởng Cục Thẩm định, đánh giá tác động môi trường đã thiếu trách nhiệm trong việc tham mưu cho Tổng cục Môi trường để trình Bộ Tài nguyên và Môi trường phê duyệt thay đổi nội dung báo cáo đánh giá tác động môi trường. Bị cách chức ủy viên Ban Thường vụ Đảng ủy Tổng cục Môi trường; Bộ Tài nguyên và Môi trường đã kỷ luật giáng chức phó tổng cục trưởng Tổng cục Môi trường xuống làm Phó Viện trưởng Viện Chiến lược, Chính sách tài nguyên và môi trường. Ông Dung cũng bị kỷ luật Đảng, bị cách chức ủy viên Ban Thường vụ Đảng ủy Tổng cục Môi trường nhiệm kỳ 2015 - 2020.[111]

UBKT Trung ương cũng đề nghị Ban bí thư xem xét, thi hành kỷ luật Ban cán sự Đảng Bộ Tài nguyên và Môi trường, ông Nguyễn Minh Quang, ông Bùi Cách Tuyến và ông Nguyễn Thái Lai theo quy định.

## Phản ứng

### CủaQuốc hội Việt Nam
- Tổng thư ký Quốc hội Nguyễn Hạnh Phúc ngày 13 tháng 6 năm 2016 đề nghị Chính phủ chuẩn bị báo cáo (gửi đại biểu Quốc hội tự nghiên cứu) về công tác bảo vệ môi trường biển sau hiện tượng cá chết bất thường tại các tỉnh từ Hà Tĩnh đến Thừa Thiên Huế trong kỳ họp thứ nhất Quốc hội khóa XIV, dự kiến khai mạc ngày 20 tháng 7.[112]
- Theo đại tướng Đỗ Bá Tỵ, Phó chủ tịch Quốc hội (QH) tại phiên họp ngày 11 tháng 7 của Ủy ban Thường vụ Quốc hội, xử lý của chính phủ vấn còn tồn tại nhiều câu hỏi: "Vấn đề khắc phục môi trường bao giờ sẽ làm được để nghề cá tiếp tục? Vấn đề liên quan quốc phòng - an ninh? Việc giải ngân số tiền đền bù của Formosa sẽ được thực hiện thế nào? Trách nhiệm của các cơ quan? Tiền đến tay người dân ra sao?" [113]
- Thảo luận về dự kiến chương trình hoạt động giám sát của Quốc hội năm 2017, đại biểu Trương Trọng Nghĩa đề nghị Quốc hội phải có chuyên đề giám sát về chính sách pháp luật đầu tư liên quan đến bảo vệ môi trường.[114]
- Về ý kiến của đại biểu Trương Trọng Nghĩa là nên lập Ủy ban lâm thời để điều tra về vụ Formosa, Chủ tịch Quốc hội Nguyễn Thị Kim Ngân cho là, Chính phủ đã làm rất chặt chẽ. QH sẽ tiếp tục giám sát. Về việc này, Bộ Chính trị đã có nhiều phiên họp nghe báo cáo và chỉ đạo chặt chẽ. QH sẽ tiếp tục theo dõi việc thực hiện cam kết đó, không nhất thiết phải lập Ủy ban lâm thời.[115]
- Đại biểu Trần Công Thuật, phó bí thư tỉnh ủy Quảng Bình, ngày 29 tháng 7 phát biểu trước quốc hội đề nghị làm rõ trách nhiệm của các cơ quan Nhà nước trong vụ việc cá chết hằng loạt ở 4 tỉnh miền Trung.[2]
- Đại biểu Nguyễn Anh Trí (Hà Nội) cho là, đã tìm được lỗi của Formosa thì cần phải truy tố chứ không phải cúi đầu nhận lỗi là thôi. Lỗi đó chỉ xử lý hành chính là chưa đủ.[116]
- Ngày 29 tháng 7, Phó chủ tịch tỉnh Quảng Trị Hà Sỹ Đồng, đại biểu quốc hội khóa XIV, phát biểu tại Quốc hội trong phiên thảo luận KT-XH: "QH không thể đứng ngoài cuộc nhưng tôi đề nghị QH không chỉ tìm ra câu trả lời thật rõ ràng minh bạch về trách nhiệm sai phạm của Formosa, mà còn phải nhanh chóng rà soát văn bản pháp luật để ngăn chặn ngay từ đầu những nhà đầu tư có nguy cơ đe dọa đến đời sống của nhân dân. Có cơ chế xử lý trách nhiệm cá nhân, kể cả những người không còn đương chức." [117]

### Các chuyên gia đầu ngành, các tổ chức
- Ngày 27 tháng 4 năm 2016, trong buổi thảo luận với lãnh đạo tỉnh Tây Ninh và các chuyên gia kinh tế về thu hút đầu tư ngành dệt nhộm vào địa phương này, ông Phan Chánh Dưỡng, giảng viên thực tiễn lĩnh vực quản lý, Chương trình giảng dạy kinh tế Fulbright, lấy thí dụ thảm họa môi trường này, phát biểu: " Thu hút đầu tư nhưng phải biết cân nhắc trước sự đánh đổi giữa công nghiệp hóa, phát triển kinh tế với sự tổn thương về môi trường, xã hội... Phải đánh giá là liệu chúng ta có kiểm soát được vấn đề các dự án đó tác động xấu môi trường; đừng để tác động tiêu cực của dự án lớn hơn tác động tích cực của nó." Ngoài ra còn phải phải kiểm tra thường xuyên để hạn chế các vi phạm tác động dến môi trường, xã hội như tại các vụ Vedan (gây ô nhiễm sông Thị Vãi), Hyundai - Vinashin (gây ô nhiễm vùng biển Hòn Khói, Khánh Hòa), Nhiệt điện Vĩnh Tân (Tuy Phong, Bình Thuận)...[118]
- Trao đổi với BBC ngày 26 tháng 4 năm 2016, Phó giáo sư Tiến sĩ Khoa học Nguyễn Văn Cư, từ Bộ Tài nguyên và Môi trường Việt Nam cho biết: "Đây là một sự cố môi trường do con người gây ra, bây giờ các cấp các ngành, đặc biệt là từ lãnh đạo đến các cấp cao nhất phải có trách nhiệm. Khi cấp phép cho tất cả các doanh nghiệp, phải rất quan tâm đến việc kiểm tra, kiểm soát." [119]
- Ban Công lý và Hòa bình Giáo phận Vinh ngày 27 tháng 4 cũng ra thông cáo, yêu cầu nhà cầm quyền như "thành lập một Ủy ban điều tra độc lập cấp Chính phủ, với sự cố vấn của các chuyên gia trong nước cũng như các cơ quan quốc tế có uy tín trong lĩnh vực bảo vệ môi sinh", "Hỗ trợ ngư dân, hộ gia đình nuôi trồng thủy hải sản, làm muối và các doanh nghiệp để họ có cuộc sống ổn định và duy trì nghề nghiệp của họ".[120]
- Giáo sư Nguyễn Minh Thuyết, nguyên Phó Chủ nhiệm Ủy ban Văn hóa, Giáo dục, Thanh niên, Thiếu niên và Nhi đồng Việt Nam nêu quan điểm, nếu một cơ sở, doanh nghiệp công nghiệp nào đó bị phát hiện là thủ phạm, nguyên nhân gây ra vụ xả thải gây ô nhiễm môi trường nghiêm trọng, thì các quan chức lãnh đạo, thành viên chính phủ, bộ ngành liên quan cấp phép, hoặc quản lý, giám sát cũng phải chịu trách nhiệm, dù đã 'về hưu, hay thăng chức'.[121]
- Trả lời câu hỏi của BBC rằng nếu như bây giờ, nghi ngờ cơ sở sản xuất thép Formosa gây ra 'nguồn xả thải' là đúng, thì việc điều tra ngược lại 4-5 tuần lễ như vậy có gặp khó khăn gì không, về mặt kỹ thuật có khả thi hay không, Kỹ sư Phạm Chí Cường, Chủ tịch Hội đúc - luyện kim nói: "Thời gian dài gần một tháng như thế thì nó hòa tan ra nồng độ đã khác đi rồi. Mà cả biển Thái Bình Dương mênh mông như thế thì làm sao cái (đó) nó phản ánh được đúng được nồng độ các chất độc hại mà có nằm trong phạm vi cho phép hay không....Và cũng còn có một điều nữa là yêu cầu họ khai thật trung thực là những hóa chất họ đã nhập về trong thời gian qua họ sử dụng như thế nào. Những điều đó hoàn toàn chúng ta kiểm soát được, nếu như các cơ quan của chúng ta muốn..." [122]
- Giáo sư Nguyễn Hoàng Trí - Chủ tịch và Tổng thư ký Ủy ban Quốc gia Chương trình Con người và Sinh quyển của UNESCO, đánh giá, hiện Việt Nam phải đối mặt với ba cuộc khủng hoảng: môi trường, truyền thông và niềm tin: "Hiện nay chúng ta thấy có thông tin rất nhiều chiều và nhiều đánh giá mà chưa có chứng cứ khoa học, dựa trên cảm tính cũng có, mà một số khác là dựa trên những thông tin không chính thức, có thể tạo ra những nguồn dư luận khác nhau làm rối loạn hiểu biết và tạo ra cuộc khủng hoảng thứ ba là khủng hoảng niềm tin, là người dân tin ở đâu, tin ai và tin vào sự kiện nào." [123]
- Ngày 30 tháng 4 năm 2016, Tổng giám mục Tổng giáo phận Thành phố Hồ Chí Minh Phaolô Bùi Văn Đọc thay mặt Hội đồng Giám mục Việt Nam trên cương vị Chủ tịch ra Thông báo về tình trạng cá chết bất thường tại Miền Trung Việt Nam và nhắn nhủ các linh mục công giáo cũng như giáo dân khi bày tỏ bức xúc:" tránh những hành động quá khích, dẫn tới xung đột, ảnh hưởng tới giao thông, vi phạm pháp luật và cầu nguyện cho tất cả bà con Miền Trung, có được những hành vi chia sẻ, giúp đỡ thiết thực ngang qua Ủy ban Bác Ái Xã Hội của Hội đồng Giám mục Việt Nam, của các Giáo phận và của các Giáo xứ".[124]
- Giáo sư Chu Hảo, nguyên Thứ trưởng Bộ khoa học công nghệ phát biểu: "Đây là một tình huống đã làm cho nhân dân hiểu rất rõ hơn về trách nhiệm của mình, quyền của mình, trách nhiệm của mình đòi hỏi chính quyền phải đảm bảo quyền của mình, đảm bảo cuộc sống của mình, an sinh xã hội và lên tiếng mạnh mẽ bằng nhiều hình thức khác nhau. Đây là một biểu hiện rất ý nghĩa trong thời kỳ khủng hoàng lòng tin đối với thể chế, đối với người lãnh đạo cao nhất của đất nước, lòng tin đối với những chính sách cụ thể của chính quyền đã ở mức báo động." [125]
- Ngày 10 tháng 5 năm 2016, tại tọa đàm Chất thải công nghiệp: Hạn chế trong quản lý và khuyến nghị chính sách do Trung tâm Con người và Thiên nhiên (PanNature), GS. Đặng Hùng Võ, nguyên Thứ trưởng Bộ Tài nguyên môi trường, cho biết, quản lý chất thải công nghiệp đang có vấn đề. Hậu quả là: "... cá chết, tiếp tục chuyến lặn biển cho thấy rạn san hô đã chết, hệ sinh thái biển ảnh hưởng nặng nề, các chuyên gia nước ngoài nói 50 năm nữa mới có khả năng phục hồi nếu nguồn gây ô nhiễm không tiếp tục". TS. Trần Hiếu Nhuệ, Phó viện trưởng Viện Kỹ thuật Nước và Công nghệ Môi trường cho là: "Chúng ta tham về kinh tế quá, ham, nóng vội về lợi nhuận kinh tế quá mà bây giờ có thể nói đây là cái "bẫy".[126]
- Ngày 13 tháng 5 năm 2016, Giám mục chính tòa Giáo phận Vinh Phaolô Nguyễn Thái Hợp ra "Thư Chung" về ô nhiễm môi trường biển tại miền Trung, trong đó kêu gọi người Công giáo có trách nhiệm với quê hương, đất nước và các thế hệ tương lại bằng các hành động thiết thực như: không sản xuất thực phẩm bẩn, phá hoại môi trường, nên chôn cất, không trao đổi, giao dịch cá chết, hợp tác tìm ra thủ phạm vụ việc,...Thư này cũng cho rằng các nhà chức trách đã tránh né công bố nguyên nhân và thủ phạm hơn một tháng.[127]
- Ngày 26 tháng 5 năm 2016, Uỷ ban Bác ái Xã hội - Caritas trực thuộc Hội đồng Giám mục Việt Nam với sự thay mặt của chủ tịch Tôma Vũ Đình Hiệu kêu gọi sự giúp đỡ các nạn nhân thảm họa chết miền trung, và đánh giá đây là một tình trạng bi đát.[128]

## Nguyên nhân
- Theo thông báo Trung tâm Quan trắc môi trường và bệnh thủy sản miền Bắc (Viện Nghiên cứu Nuôi trồng thủy sản 1 - Bộ NN&PTNT) vào ngày 17 tháng 4 năm 2016, nguyên nhân hiện tượng cá chết hàng loạt ở khu vực biển Vũng Áng là do "yếu tố gây độc trong môi trường nước".[4]
- Theo ông Phạm Khánh Ly – Vụ trưởng Vụ Nuôi trồng thủy sản, Tổng cục Thủy sản (Bộ NN&PTNT) đang cùng đoàn kiểm tra vào các tỉnh miền Trung để tìm hiểu nguyên nhân của hiện tượng cá chết hàng loạt cho biết vào ngày 21 tháng 4, những nhận định ban đầu của Sở NNPTNT Hà Tĩnh cho là có thể yếu tố gây độc trong môi trường nước là nguyên nhân gây ra hiện tượng cá chết. Người dân cho rằng ô nhiễm nguồn nước do các nhà máy tại khu công nghiệp Vũng Áng, huyện Kỳ Anh xả thải gây độc.[129]
- Ngày 25 tháng 4, Bộ NN&PTNT phát đi thông báo về ý kiến kết luận của Thứ trưởng Vũ Văn Tám xung quanh vụ cá chết bất thường tại các tỉnh từ Hà Tĩnh đến Thừa Thiên Huế, cho rằng "Nguyên nhân cá chết nhanh bất thường trên diện rộng có thể do độc tố có độc lực mạnh như sinh học, hóa học hoặc các yếu tố khác". Theo kết quả phân tích ban đầu của Viện Nghiên cứu nuôi trồng thủy sản 1 và Cục Thú y cho thấy cá chết bất thường không có biểu hiện bệnh lý, không tìm thấy tác nhân gây bệnh dịch thông thường, các thông số môi trường đều nằm trong giới hạn cho phép.[130]
- GS.TSKH Lê Huy Bá - chuyên gia độc học môi trường, Viện khoa học công nghệ và quản lý môi trường, Đại học Công nghiệp TP.HCM cho là cá chết do những chất cực độc, đồng thời với một lượng lớn và là tổng hợp của các loại chất độc khác nhau. Vì chất độc được phóng thích từ họng xả thải tầng sâu, sát đáy và với tải lượng lớn, nên cá sống ở tầng sâu chết nhiều hơn cá trên tầng nước mặt.[131]
- Ngày 27 tháng 4, trong một cuộc họp báo kéo dài 10 phút, mà các cơ quan báo chí không có cơ hội để đặt câu hỏi, Thứ trưởng Bộ Tài nguyên và Môi trường Võ Tuấn Nhân cho biết, cơ quan chuyên môn đã thống nhất nhận định có hai nhóm nguyên nhân chính. Một là do tác động độc tố hoá học của con người và trên biển. Thứ hai là do tác động của hiện tượng tảo nở hoa hay thủy triều đỏ. Ngoài ra "Hiện chưa thấy mối liên hệ với hoạt động của Formosa và các công ty trong khu vực với tình trạng cá chết hàng loạt này".[132]
- Theo ý kiến của T.Ư Hội nghề cá Việt Nam gửi Văn phòng Chính phủ và các bộ: Tài chính, Nông nghiệp và phát triển nông thôn, Tài nguyên - môi trường, các dấu hiệu của vụ cá chết vừa qua không thấy liên quan đến tảo nở hoa, do không có các dấu hiệu đặc trưng như xác tảo giạt vào bờ gây ô nhiễm, tảo nở dày đặc gây đổi màu nước, cá chết tầng đáy chứ không phải tầng mặt như chết do tảo.[133] Tiến sĩ khoa học Nguyễn Văn Tác – Nguyên Viện trưởng Viện Hải dương học, Phó chủ tịch Hội Khoa học Kỹ thuật Biển Việt Nam, cho biết thêm, nếu như cá tôm chết vì thủy triều đỏ, thì nó phải xuất hiện trước đó khoảng 10 ngày và khi xuất hiện, mặt biển sẽ xuất hiện màu hồng, màu vàng hoặc màu xanh, và sẽ tạo ra mùi tanh, hôi rất đặc trưng.[134]

### Thử nghiệm gây tranh cãi
Trong phóng sự thực hiện ngày 26 tháng 4, phóng viên Đài Truyền hình Kỹ thuật số VTC thử nghiệm đặt hai con cá vào một chậu nước được cho là lấy từ khu vực Vũng Áng, được thực hiện cùng thời gian, địa điểm với đoàn cán bộ quan trắc của tỉnh Hà Tĩnh. Cá chết chỉ vài phút sau đó. Sau một ngày, nhiều báo tại Việt Nam và chủ bè cá cáo buộc phóng viên VTC "đưa thông tin sai lệch".

### Nghi phạm
Bị nghi ngờ nhất hiện tại là chất độc của chất thải ra biển từ các khu công nghiệp ở vùng này, được nói đến nhiều nhất là Khu kinh tế Vũng Áng với Công ty TNHH Gang thép Hưng Nghiệp Formosa Hà Tĩnh.
Formosa là một dự án thuộc lĩnh vực luyện kim (có gắn với cảng biển và sản xuất nhiệt điện tự dùng). Công nghệ của nhà máy thuộc loại lạc hậu (phải sử dụng coke để luyện gang). Quy trình sản xuất gang thuộc loại liên hoàn và liên tục. Khối lượng chất thải các loại (rắn, lỏng, khí) rất lớn, có chứa nhiều chất độc hại, và được thải ra liên tục. Chỉ riêng chất thải lỏng được phê duyệt thải ra môi trường tới hàng chục nghìn m3/ngày.
Thế nhưng, việc quan trắc, giám sát từ phía các cơ quan của nhà nước lại chỉ thực hiện theo chu kỳ. Đặc biệt, việc xử lý các chất cực độc phát sinh từ công nghệ luyện coke-gang-thép đã không được kiểm soát khách quan và liên tục. Đây là một kẽ hở lớn mà chủ đầu tư có thể lợi dụng để chỉ cần trong vòng vài phút có thể thải hết ra biển hàng tấn chất cực độc như Chlorine, Phosphorous acid, Arsenic.

#### Tuyên bố gây sốc
Ngày 25 tháng 4, trả lời phóng viên báo Tuổi Trẻ về chất thải ra biển, ông Chu Xuân Phàm - trưởng văn phòng Công ty TNHH Gang thép Hưng Nghiệp Formosa Hà Tĩnh tại Hà Nội phát biểu: "Muốn bắt cá, bắt tôm hay nhà máy, cứ chọn đi. Nếu chọn cả hai thì làm thủ tướng cũng không giải quyết được..." . Chiều 26 tháng 4, Công ty TNHH Gang thép Hưng Nghiệp Formosa Hà Tĩnh đã tổ chức họp báo về việc công ty này xả nước thải ra biển và đã xin lỗi về phát ngôn gây sốc của ông Phàm. Cả ông Phàm cũng có mặt trong buổi họp và cũng xin lỗi về lời nói của mình. Ngày 27 tháng 4, ông Phàm đã bị cho thôi việc.

#### Hóa chất nhập vào
Ngày 25 tháng 4, ông Hoàng Giật Thuyên - Giám đốc Phòng An toàn Vệ sinh môi trường của Tập đoàn FHS ở Việt Nam - cho biết, Công ty TNHH Gang thép Hưng Nghiệp Formosa Hà Tĩnh có nhập 296 tấn hóa chất, gồm 45 loại, trong ba tháng đầu năm 2016 , được sử dụng tẩy rửa một số đường ống, cấu kiện hoen rỉ của nhà máy trong công trường . Việc này được Bộ Công Thương (Việt Nam) cấp phép nhập, sau đó mới được thông quan qua Hải quan.
Theo ông Đỗ Thắng Hải - Thứ trưởng Bộ Công Thương, cả năm 2015 và tính đến thời điểm 2 tháng 5 năm 2016, Công ty TNHH Gang thép Hưng Nghiệp Formosa Hà Tĩnh đã nhập khẩu gần 384 tấn hóa chất. Trong đó có 103 loại hóa chất. Riêng từ đầu năm 2016 đến nay, được chấp thuận nhập khẩu 224 tấn hóa chất với 43 loại hóa chất. Từ đầu năm 2016 đến nay, công ty này đã sử dụng khoảng 51 tấn hóa chất, tồn trong kho còn 248 tấn hóa chất.

#### Nước thải từ quá trình tẩy rửa và thụ động hóa bề mặt kim loại
Công ty TNHH Gang thép Hưng Nghiệp Formosa Hà Tĩnh thừa nhận có việc nhập về lượng lớn chất tẩy rửa, vì khi hoạt động một thời gian dài, phải có chất tẩy rửa để tẩy đường ống, tránh tình trạng tắc nghẽn. Tuy nhiên, không dùng nguyên chất axit mà có pha với nước."  Toàn bộ nước thải của công ty đều được tập trung vào khu nhà máy xử lý. Sau khi được xử lý sẽ qua trạm quan trắc tự động. Tại đây trạm quan trắc dữ liệu nước đạt chuẩn sẽ được thải ra biển. Theo quy định của Bộ Tài nguyên - môi trường, khi súc xả đường ống, công ty có trách nhiệm phải thông báo cho địa phương việc súc xả đường ống diễn ra từ thời điểm nào tới thời điểm nào, nhưng công ty không thông báo, cũng không báo cáo các cơ quan ở địa phương về việc súc rửa đường ống.
Danh sách hóa chất công ty nhập về từ đầu năm 2016 do Hải quan Hà Tĩnh cung cấp cho thấy, có ít nhất hai loại hóa chất chuyên dùng để tẩy rửa và thụ động hóa bề mặt kim loại các đường ống, thiết bị trong nhà máy. Nước thải từ quá trình tẩy rửa và thụ động hóa bề mặt kim loại này rất độc hại do chứa các kim loại nặng, do vậy cần phải được xử lý theo quy trình riêng. Tuy nhiên, chi phí cho quá trình xử lý này rất đắt đỏ. Với quy mô nhà máy của công ty, chi phí có thể lên tới 2 triệu USD. Đây là lý do khiến các nhà máy thường bỏ qua khâu xử lý và tìm cách đẩy loại nước thải từ quá trình này thẳng ra môi trường.

#### Đường ống xả thải ngầm
Hiện nay công ty chỉ có duy nhất một ống xả thải trong khu công nghiệp rộng 1m, dài 1,5 km, nằm sâu dưới lòng biển khoảng 17 m, cách bờ biển 1,5 km, mỗi ngày tập đoàn xả ra 12.000 m3. Về đường ống xả thải ngầm này, ngày 23 tháng 4, bên lề cuộc họp với lãnh đạo 4 tỉnh miền Trung, Thứ trưởng Bộ Tài nguyên và Môi trường Võ Tuấn Nhân khẳng định đường ống xả thải của Công ty TNHH Hưng nghiệp Formosa Hà Tĩnh đã được cấp phép, nhưng ngày 28 tháng 4, Bộ trưởng Bộ Tài nguyên và Môi trường Trần Hồng Hà khi làm việc với lãnh đạo Formosa, đã khẳng định, luật pháp Việt Nam không cho phép hệ thống xả thải lắp đặt ngầm và đề nghị giám sát hệ thống này.
Theo báo Lao động, ngày 14 tháng 7 năm 2014, Công ty TNHH Gang thép Hưng Nghiệp Formosa Hà Tĩnh có văn bản gửi Bộ Tài nguyên và Môi trường xin cho xây dựng đường ống xả thải ra biển và hơn 1 tháng sau, ngày 26 tháng 8 năm 2014, Tổng cục Môi trường có văn bản chấp thuận cho công ty xả thải ra biển. Như vậy, Bộ Tài nguyên và Môi trường chỉ cần hơn 1 tháng để hoàn tất mọi thủ tục từ kiểm tra, tới điều chỉnh báo cáo đánh giá tác động môi trường.

## Thiệt hại
Khu vực miền Trung Việt Nam có thể mất cả thập kỷ để hoàn toàn hồi phục sau thảm họa môi trường lớn nhất từ trước đến nay. Ước tính thiệt hại về lượng hải sản chết dạt vào bờ do thảm họa Formosa là hơn 100 tấn, bên cạnh đó là nhiều hậu quả khác về ô nhiễm môi trưởng ảnh hưởng đến việc làm và phát triển kinh tế tại 4 tỉnh miền Trung Việt Nam là nơi bị ảnh hưởng trực tiếp.
Theo khảo sát của Bộ Lao động, Thương binh và Xã hội có đến 263.000 lao động chịu ảnh hưởng, trong đó 100.000 chịu ảnh hưởng trực tiếp. Tỷ lệ thất nghiệp gia tăng rất lớn tại bốn tỉnh, trong đó lớn nhất là Hà Tĩnh (15,7 lần) rồi đến Quảng Bình (7,9 lần), Quảng Trị (2,8 lần) và Thừa Thiên Huế (1,6 lần). Số người đánh bắt thủy sản ở Hà Tĩnh giảm 74% còn ở Quảng Bình 83,2% người dân bị giảm thu nhập so với thời điểm trước khi xảy ra sự cố.

### Thủy sản ven bờ
- Từ ngày 6 tháng 4 đến 8 tháng 4, trên địa bàn 3 xã Kỳ Lợi, Kỳ Hà, Kỳ Ninh (thuộc thị xã Kỳ Anh) có tổng cộng 14 hộ nuôi cá bè, với 18 lồng nuôi các loại cá (cá hồng, cá bớp, cá giò, cá mú, cá chẽm, cá hồng mỹ...) bị chết hàng loạt với khoảng 37.200 con cá giống, 2.120 kg cá thương phẩm, thiệt hại trên 1 tỉ đồng.[4]
- Chủ tịch xã Kỳ Hà, huyện Kỳ Anh, Hà Tĩnh cho biết vào ngày 27 tháng 4 toàn xã có gần 100 tấn nghêu của hơn chục hộ dân đã chết sạch.[151]

### Du lịch
Ngày 4 tháng 11 năm 2016, Tổng cục Du lịch Việt Namcông bố tình hình hoạt động 10 tháng đầu năm cho thấy Quảng Bình là tỉnh chịu thiệt hại nặng nề nhất với mức thiệt hại vượt ngưỡng 1.500 tỷ đồng. Nghệ An, Quảng Trị, Hà Tĩnh và Thừa Thiên Huế cũng bị thiệt hại về du lịch. Cơ quan du lịch quốc gia cho biết ô nhiễm chất thải từ công ty Formosa dọc theo bờ biển miền Trung hồi tháng 4 đã gần như hoàn toàn phá hủy ngành du lịch của khu vực khi doanh thu từ du lịch giảm tới 90%.

### Con người
- Một thợ lặn (sinh năm 1970) tham gia lặn tại cảng Sơn Dương, Formosa (Kỳ Anh, Hà Tĩnh) để xây dựng đê chắn sóng cho công trình này, khi về cảm thấy tức ngực, khó thở, đã chết trên đường vào bệnh viện vào ngày 24 tháng 4.[131] Trong số 15 người thợ lặn được công ty Nibelc, một nhà thầu của Formosa, đưa vào kiểm tra sức khỏe tại BV Trung ương Huế, 3 người phải ở lại bệnh viện để theo dõi. 1 người trong số họ có tỷ lệ đồng trong máu cao gấp đôi so với chỉ số bình thường.[152]
- Anh Hoàng Quang, thợ lặn Formosa, cho biết đã có 21 thợ lặn của Công ty cổ phần xây dựng và cung ứng lao động Quốc tế Nibelc đã có triệu chứng bị nhiễm độc nước biển ở khu vực Vũng Áng. Tuy vậy sau gần một tháng kiểm tra sức khỏe ở BV Trung ương Huế họ không nhận được kết quả và còn bị đe dọa chấm dứt hợp đồng lao động.[153]

## Nghệ thuật
- Ngày 29 tháng 4 năm 2016, có một nhóm nghệ sĩ hóa trang mang theo những con cá và diễu hành qua các đường phố ở hai bờ sông Hương tại Huế với ý tưởng "Nỗi đau của những con cá" nói về tình trạng cá chết ở vùng biển miền Trung. Đây là một chương trình nghệ thuật biểu diễn (Performance art) của nhóm nghệ sĩ Viet Art Space gồm Lê Nguyên Mạnh, Maxime Lacino (Pháp), Lý Trực Sơn, Nguyễn Văn Hè, Phạm Chí Líp, Trần Nhật, Philip Pham.[154]
- Nhạc sĩ Lê An Tuyên sáng tác ca khúc "Răng anh không về biển ngày ni" để nói về tiếng lòng những người con miền Trung hướng về vùng biển này, nơi đang hứng chịu bao đau khổ do thảm họa môi trường khiến cá biển chết hàng loạt. Bài hát này sau đó được nhóm nghệ thuật nhạc sĩ Vũ Trọng Phương cùng ca sĩ Sao mai Lương Nguyệt Anh trình bày qua một video âm nhạc.[155]
- Một bài thơ với tựa "Đất nước mình ngộ quá phải không anh" đăng ngày 25 tháng 4 năm 2016 lên facebook của cô giáo Trần Thị Lam, giáo viên Văn Trường Trung học phổ thông chuyên Hà Tĩnh. Bài thơ đã tạo cơn sốt trên Internet, đặc biệt trên facebook và các diễn đàn mạng.[156][157]
- Ngày 27 tháng 4 năm 2016, Cáp Anh Tài tải lên YouTube Video âm nhạc "Biển chết" để nói về việc cá chết hàng loạt ở 4 tỉnh Miền Trung.[158]
- Tác phẩm 'Biển Chết' của họa sĩ Nguyễn Nhân từng được trao giải ba cuộc thi Sáng tác Mỹ thuật tỉnh Trà Vinh năm 2016, nay bị Hội Văn học nghệ thuật Trà Vinh "thu giữ làm tang vật", thu hồi giải và tiền thưởng (2 triệu đồng) và kinh phí hỗ trợ sáng tác (1,2 triệu đồng). Ông còn bị Hội "cảnh cáo với thời gian thử thách một năm". Ông Lê Văn Bài, Chủ tịch Hội Văn học nghệ thuật Trà Vinh được báo Tuổi Trẻ dẫn lời nói lý do kỷ luật họa sĩ và thu hồi giải là do tác phẩm Biển Chết "vi phạm bản quyền, người phụ nữ trong tranh giống ảnh đăng trên một tờ nhật báo". Ngày 29 tháng 6, họa sĩ Nguyễn Nhân trả lời BBC từ Trà Vinh: "Việc một nghệ sĩ lấy cảm hứng, phóng tác một bức ảnh và thể hiện lại bằng ngôn ngữ mỹ thuật là điều bình thường." [159]

## Liên quan

### Tạm giam hai người liên quan
Công an Việt Nam đã tạm giam hai người, Lê Thuỳ Dương và Chu Mạnh Sơn, vì lý do kích động người dân trong vụ cá chết hàng loạt khi hai người này có hành vi đi đến nhà các ngư dân phỏng vấn các ngư dân. Lê Thuỳ Dương (SN 1980) là lao động tự do, cư trú tại Hà Nội được cho là thực hiện chỉ đạo của tổ chức xã hội dân sự "Phong trào Con đường Việt Nam". Chu Mạnh Sơn (SN 1989) là lao động tự do tại Nghệ An, được cho là thành viên nhóm Việt Tân tương trợ, nhóm kín do Việt Tân lập ra trên mạng xã hội Facebook. Tuy nhiên vì không tìm ra bằng chứng nên cơ quan Công an đã phải thả hai người trên sau một thời gian tạm giam.

### Cáo buộc nhận tiền kích động
Nhà hoạt động Nguyễn Văn Hóa, 22 tuổi, ở tỉnh Hà Tĩnh, bị bắt hồi tháng 1 năm 2017 vì tội "Lợi dụng quyền tự do dân chủ xâm phạm quyền, lợi ích hợp pháp của tổ chức, công dân" theo Điều 258 Bộ luật hình sự Việt Nam.

### Kiện vụ xả thải sông Chà Và khiến cá chết hàng loạt
Tháng 9 năm 2015, cá bè của hàng chục hộ dân nuôi trên sông Chà Và (xã Long Sơn, TP Vũng Tàu) chết hàng loạt. Kết quả nghiên cứu, khảo sát của cơ quan chức năng xác định 14 cơ sở chế biến hải sản bột cá xả thải chưa qua xử lý ra khu vực cống số 6 và đổ thẳng ra sông khiến cá chết. Theo thống kê của Sở Nông nghiệp & Phát triển Nông thôn cá chết khiến ngư dân thiệt hại trên 18 tỷ đồng. Ngày 9 tháng 5 năm 2016, 20 luật sư tại Bà Rịa - Vũng Tàu đã ký hợp đồng dịch vụ pháp lý với 33 hộ dân nuôi cá lồng để khởi kiện 14 doanh nghiệp xả thải gây ô nhiễm môi trường.

### Người biểu tình phản đối chạy sang Mỹ nhưng không được cho tỵ nạn
Ông Hà Văn Thành, sinh năm 1982, ở thành phố Vinh, tỉnh Nghệ An đã đào thoát khỏi Việt Nam từ ngày 12/05/2018 vì ông lo sợ sẽ bị chính quyền địa phương bắt bỏ tù. Ông Thành đi qua Lào rồi sang Thái Lan. Sau đó, ông Thành mua vé máy bay qua Cuba và tiếp tục mua vé máy bay đến Panama. Ông Thành xin tị nạn ở Panama và trong lúc chờ đợi, ông Thành gặp được một nhóm người Cuba rồi đi theo họ đến Mexico. Từ thành phố Bonne Terre ở Mexico, ông Thành đã đi bộ đến biên giới Mỹ và xin tị nạn với cảnh sát tại cửa khẩu Hoa Kỳ vào hôm 24/07/2018.
Tuy vậy sau 3 lần ra tòa, Tòa án Di trú Mỹ ra phán quyết từ chối cấp quy chế tị nạn cho ông vào 10/05/2019 và sẽ trục xuất trong vòng 30 ngày sau đó.

## Kết luận
Ngày 30 tháng 6 năm 2016, ông Trần Nguyên Thành, chủ tịch Hội đồng quản trị Công ty Gang thép Hưng nghiệp Formosa đã gặp gỡ toàn thể cán bộ, nhân viên của Formosa Hà Tĩnh. Ông gửi bức thư trấn an cán bộ, nhân viên Formosa tiếp tục an tâm làm việc và đồng thời thừa nhận "do những sai sót của các nhà thầu phụ đã gây ra việc cá chết hàng loạt ở miền trung Việt Nam".
TIếp đó, vào lúc 17 giờ chiều cùng ngày, Văn phòng Chính phủ (Việt Nam) tổ chức họp báo công bố nguyên nhân và thủ phạm gây ra sự cố môi trường đặc biệt nghiêm trọng làm hải sản chết tại các tỉnh miền Trung. Theo đó, "bộ Tài nguyên và Môi trường và các đơn vị liên quan đã kiểm tra và phát hiện Formosa có hành vi vi phạm xả thải nước từ công ty ra biển có chứa độc tố, vượt quá mức cho phép. Từ căn cứ trên, các bộ, ngành cơ quan Việt Nam đã thẩm định kỹ lưỡng, có sự tham gia của các nhà khoa học kết luận: Formosa là nguyên nhân gây ô nhiễm môi trường làm hải sản chết bất thường."

### Diễn biến sự việc
Theo bộ trưởng Bộ Tài nguyên và Môi trường Trần Hồng Hà, nguyên nhân sự việc bắt nguồn từ "sự cố chập điện liên quan đến việc vận hành của quá trình kích hoạt vi sinh ở khu xử lý nước thải. Đây là khâu quyết định việc có xử lý được phenol hay không. Hệ thống này tê liệt dẫn đến nước thải bị đổ ra biển mà chưa qua xử lý". Và "ở trạng thái bình thường, toàn bộ chất thải của nhà máy này thải xuống biển trong một vài ngày sẽ gây ảnh hưởng cho đến hết vùng biển Hà Tĩnh". Tuy nhiên xuất hiện một cơ chế "chất thải của Formosa Hà Tĩnh đã trộn với nhau ra một hợp chất phức. Hợp chất này nặng hơn nước biển, chìm xuống đáy và hút các chất độc hại phenol, xyanua vào nó. Chúng ta hình dung một cách đơn giản là nó như một tấm chăn khổng lồ chứa độc cứ thế trôi ngầm theo dòng hải lưu, đi đến đâu sẽ làm xảy ra các phản ứng hoá học ở đó và khiến cá ở tầng đáy chết hàng loạt."

### Giải quyết hệ quả
Công ty Gang thép Hưng nghiệp Formosa đã cam kết 5 điểm với các nội dung:
- Công khai xin lỗi Chính phủ và nhân dân Việt Nam.
- Bồi thường thiệt hại cho dân và hỗ trợ chuyển đổi nghề nghiệp, bồi thường phục hồi môi trường biển với tổng số tiền là 11.500 tỉ đồng, tương đương 500 triệu USD và cam kết chuyển tiền bồi thường làm 2 lần. Lần đầu vào ngày 28 tháng 7, Formosa đã chuyển 250 triệu USD và lần 2 vào ngày 30 tháng 8 Formosa đã chuyển 250 triệu USD còn lại, hoàn thành việc chuyển 500 triệu USD bồi thường như cam kết.[167]
- Cam kết hoàn thiện công nghệ sản xuất để xử lý triệt để chất thải trước khi thải ra môi trường, không để tái diễn sự cố môi trường.
- Phối hợp bộ ngành Việt Nam xây dựng giải pháp đồng bộ để phòng chống ô nhiễm.
- Thực hiện đúng cam kết nêu trên, không tái diễn vi phạm.[168]

## Luật pháp

### Giấy phép nước xả thải của Công ty Gang thép Hưng nghiệp Formosa
Luật sư Trần Vũ Hải, thuộc Đoàn luật sư Hà Nội cho biết hiện nay các luật sư nghiên cứu về giấy phép nước xả thải của công ty Formosa. Theo ông, việc cấp giấy phép nước thải này là một quy trình trái pháp luật. Vì theo luật Việt Nam, theo điều 201 của Luật tài nguyên nước đối với trường hợp cấp phép xả nước thải từ 10,000 m3 trở lên thì phải xin tham vấn cộng đồng, những người bị ảnh hưởng từ sản xuất hoặc kinh doanh. Giấy phép xả thải Công ty Gang thép Hưng nghiệp Formosa là do Thứ trưởng Bộ Tài nguyên và Môi trường ông Nguyễn Thái Lai (được nguyên Bộ trưởng Nguyễn Minh Quang ủy quyền) ký tháng 12 năm 2015, mấy tuần trước khi ông ấy nghỉ hưu.

### Quyền lợi người dân
Một số luật sư tham gia Liên danh Phục vụ Công lý có mặt tại Hà Tĩnh để trợ giúp hàng ngàn hộ dân khiếu kiện đòi bồi thường thiệt hại do phía công ty Formosa gây ra.

## Ô nhiễm trong tương lai
Theo một báo cáo chính phủ, Công ty Gang thép Hưng nghiệp Formosa đã sai phạm khi tự ý thay đổi sang công nghệ làm nguội than cốc ướt (wet coking). Đây là hệ thống sử dụng nước để làm mát và được xem là gây nhiều ô nhiễm hơn công nghệ khô, vì hệ thống này tạo ra nhiều khí thải và chất thải có chứa xyanua. Còn công nghệ khô (dry coking) được sử dụng rộng rãi trong các nhà máy hiện đại. Công nghệ này tuy tốn kém hơn nhưng không sử dụng nước.Thời hạn dự kiến cho việc hoàn thành lắp đặt hệ thống làm nguội đạt tiêu chuẩn là ngày 30 tháng 6 năm 2019.
Chỉ trong giai đoạn 1 (sản xuất với công suất 15 triệu tấn/năm), nhà máy thép của Công ty Gang thép Hưng nghiệp Formosa tại Hà Tĩnh sẽ thải ra 36 triệu tấn khí thải/năm, riêng trong nước thải sẽ có 28,000 tấn các chất ô nhiễm/năm và khoảng 9 triệu tấn chất thải rắn/năm. Nếu Công ty Gang thép Hưng nghiệp Formosa tiếp tục hoạt động, tiếp tục xả nước thải theo đúng giấy phép đã được cấp (45.000 m3/ngày) và hoạt động xử lý nước thải đạt tiêu chuẩn mà chính quyền Việt Nam đã cho phép thì mỗi năm, vẫn có tới 17.37 tấn phenol và cyanide được xả ra biển. Tổng lượng độc chất được xả vào biển mỗi năm lớn gấp 9.5 lần so với lượng chất thải đã gây ra thảm họa cá chết hồi đầu tháng 4. Nếu nhà máy thép của Công ty Gang thép Hưng nghiệp Formosa ở Hà Tĩnh vận hành đúng như thiết kế thì riêng lượng phát thải khí nhà kính đã tương đương 50.5% tổng lượng phát thải khí nhà kính của tất cả các nhà máy trên toàn Việt Nam. Đó là chưa kể tới CO2, bụi,... khoảng 1 triệu tấn/năm – những tác nhân gây ra các bệnh về đường hô hấp, trong đó có ung thư phổi. Chưa kể tới SO2 (33.000 tấn/năm) và NOx (34.500 tấn/năm) – những loại khí gây ra mưa axit làm suy giảm chất lượng đất, chất lượng nước, giảm năng suất nông nghiệp và nuôi trồng thủy sản.